# Tlatlauhquicintéotl
Tlatlauhquicintéotl (del náhuatl: tlatlauhquicinteotl ‘dios del maíz rojo’‘tlatlauhqui, rojo; cintli, maíz; teotl, dios’) en la mitología mexica, es el dios de las mieses rojas o del maíz rojo, siendo éste uno de los cuatro dioses del maíz con los siguientes colores determinantes con el blanco, con el amarillo, con el rojo y finalmente con el negro o prieto con el nombre colectivo de los Cinteteo, que se ven formando una procesión en el Códice Borbónico.